# Sesso per amore
Sesso per amore è un film del 2021 diretto da Cécile Ducrocq.

## Trama
Strasburgo. Marie è una prostituta da 20 anni. Ha la sua parte di marciapiede, i suoi frequentatori, la sua libertà. E un figlio, Adrien, 17 anni. Per assicurarsi un futuro, Marie vuole pagargli gli studi. Ha bisogno di soldi, in fretta. Quindi ogni giorno attraversa il confine e lavora come prostituta in un bordello tedesco.

## Riconoscimenti
- Nomination al Premio César 2022: Miglior attrice per Laure Calamy[1]